# Weingarten (Scheßlitz)
Weingarten ist ein Gemeindeteil der Stadt Scheßlitz im oberfränkischen Landkreis Bamberg in Bayern. Am 30. März 2022 hatte Weingarten 13 Einwohner.

## Geografie
Der am nordwestlichen Rand der Heiligenstädter Flächenalb gelegene Weiler befindet sich etwa drei Kilometer südsüdöstlich von Scheßlitz auf einer Höhe von 401 m ü. NHN.

## Geschichte
Bis zum Beginn des 19. Jahrhunderts unterstand Weingarten der Landeshoheit des Hochstifts Bamberg. Die Dorf- und Gemeindeherrschaft übte dessen Amt Scheßlitz in seiner Funktion als Vogteiamt aus. Die Hochgerichtsbarkeit stand ebenfalls diesem Amt zu, dies in seiner Rolle als Centamt. Als das Hochstift Bamberg infolge des Reichsdeputationshauptschlusses 1802/03 säkularisiert unter Bruch der Reichsverfassung vom Kurfürstentum Pfalz-Baiern annektiert wurde, wurde Weingarten ein Bestandteil der während der „napoleonischen Flurbereinigung“ in Besitz genommenen neubayerischen Gebiete.
Durch die Verwaltungsreformen zu Beginn des 19. Jahrhunderts im Königreich Bayern wurde Weingarten mit dem Zweiten Gemeindeedikt 1818 ein Bestandteil der Ruralgemeinde Peulendorf. Im Zuge der Gebietsreform in Bayern wurde der Ort als Teil der Gemeinde Peulendorf am 1. Mai 1978 in die Stadt Scheßlitz eingegliedert. Im Jahr 1987 zählte Weingarten 18 Einwohner.

## Verkehr
Die Anbindung an das öffentliche Straßennetz wird ausschließlich durch eine Gemeindeverbindungsstraße hergestellt, die aus dem Westen von Peulendorf her kommend, nach Durchlaufen des Ortes in südöstlicher Richtung nach Pünzendorf weiterverläuft.